# Le modelle di via Margutta
Le modelle di via Margutta è un film del 1945 diretto da Giuseppe Maria Scotese

## Trama
Vicissitudini di un gruppo di artisti e modelle che vivono intorno a via Margutta, nell'immediato dopoguerra, tra stenti, gelosie, aspirazioni frustate, e drammi familiari.

## Produzione
Prodotto da Salvatore Apicella per A.R.S. (Società Realizzazioni Artistiche) il film fu girato per gli interni usando gli stessi ambienti degli artisti di Via Margutta.
Scritto e diretto da Scotese, che era anche pittore e conosceva bene l'ambiente della strada degli artisti, la pellicola fu girata nel 1945, con la partecipazione di vari artisti dell'epoca come Pericle Fazzini, Orfeo Tamburi, Luigi Montanarini, Virgilio Guzzi, Nino Scordia. Il portone e il cortile del film sono quelli del civico 51 di via Margutta, dove nel 1950 saranno girate alcune scene del film Vacanze romane.

## Incassi
Incasso accertato a tutto il 31 dicembre 1952 £ 3.300.000